# Strawberry Cake
Strawberry Cake è un album live del cantautore country Johnny Cash pubblicato dall'etichetta Columbia Records nel 1976.

## Il disco
L'album include numerosi intermezzi parlati tra un brano e l'altro, alcuni dei brani più conosciuti del primo Cash, come Big River, I Still Miss Someone e Rock Island Line, ed anche pezzi meno famosi, alcuni dei quali eseguiti da Cash per la prima volta, come Strawberry Cake e Navajo. La title track venne pubblicata su singolo negli Stati Uniti, e raggiunse la 54ª posizione nella classifica country.
Il concerto si tenne al London Palladium il 21 settembre 1975. Durante l'esibizione, arrivò una telefonata anonima che avvisava della presenza di una bomba dell'IRA nell'edificio, e quindi venne diramato l'ordine di evacuare l'arena mentre June Carter Cash aveva appena iniziato a cantare The Church in the Wildwood. Lo show riprese comunque a cessato allarme, quando la minaccia si rivelò infondata. L'avviso di evacuazione è incluso sull'album sotto forma di traccia nascosta non indicata in copertina. Successivamente, prima dell'esecuzione di Destination Victoria Station, June Carter Cash scherzò sul fatto che forse il falso allarme bomba era stato dato perché era in procinto di mettersi a cantare.
La traccia 7 è erroneamente indicata in copertina come "Dialogue" ma è in realtà un duetto comico a cappella tra Cash e June Carter di Another Man Done Gone, canzone incisa da Cash per l'album Blood, Sweat and Tears. Prima dell'esecuzione di Rock Island Line, registrata da Cash ai tempi della Sun Records, il cantante Lonnie Donegan, la cui versione della canzone era stata un grosso successo negli anni cinquanta, venne presentato al pubblico.

## Tracce
1. Big River - 3:07
2. Dialogue - 0:39
3. Doin' My Time - 2:28
4. Dialogue - 0:23
5. I Still Miss Someone - 2:55
6. Dialogue - 0:43
7. Another Man Done Gone - 1:11 (erroneamente indicata in copertina come "Dialogue")
8. I Got Stripes - 2:19
9. Dialogue - 0:38 (presentazione di June Carter Cash)
10. The Church in the Wildwood - 0:43 (non indicata in copertina; interrotta dall'avviso di evacuazione)
11. The Church in the Wildwood/Lonesome Valley - 3:03
12. Dialogue - 1:18
13. Strawberry Cake - 3:06
14. Dialogue - 0:44 (presentazione di Lonnie Donegan)
15. Rock Island Line - 3:25
16. Navajo - 2:59
17. Dialogue - 1:09
18. Destination Victoria Station - 2:48
19. The Fourth Man - 2:34

## Formazione
- Johnny Cash - voce, chitarra acustica
- June Carter Cash - voce, chitarra acustica
- The Carter Family - cori
- Marshall Grant - basso
- W.S. Holland - batteria
- Bob Wootton - chitarra elettrica
- Jerry Hensley - chitarra elettrica
- Larry McCoy - pianoforte